# Semicassis pyrum
Semicassis pyrum är en snäckart som först beskrevs av Jean-Baptiste Lamarck 1822.  Semicassis pyrum ingår i släktet Semicassis och familjen hjälmsnäckor. Inga underarter finns listade i Catalogue of Life.

## Bildgalleri

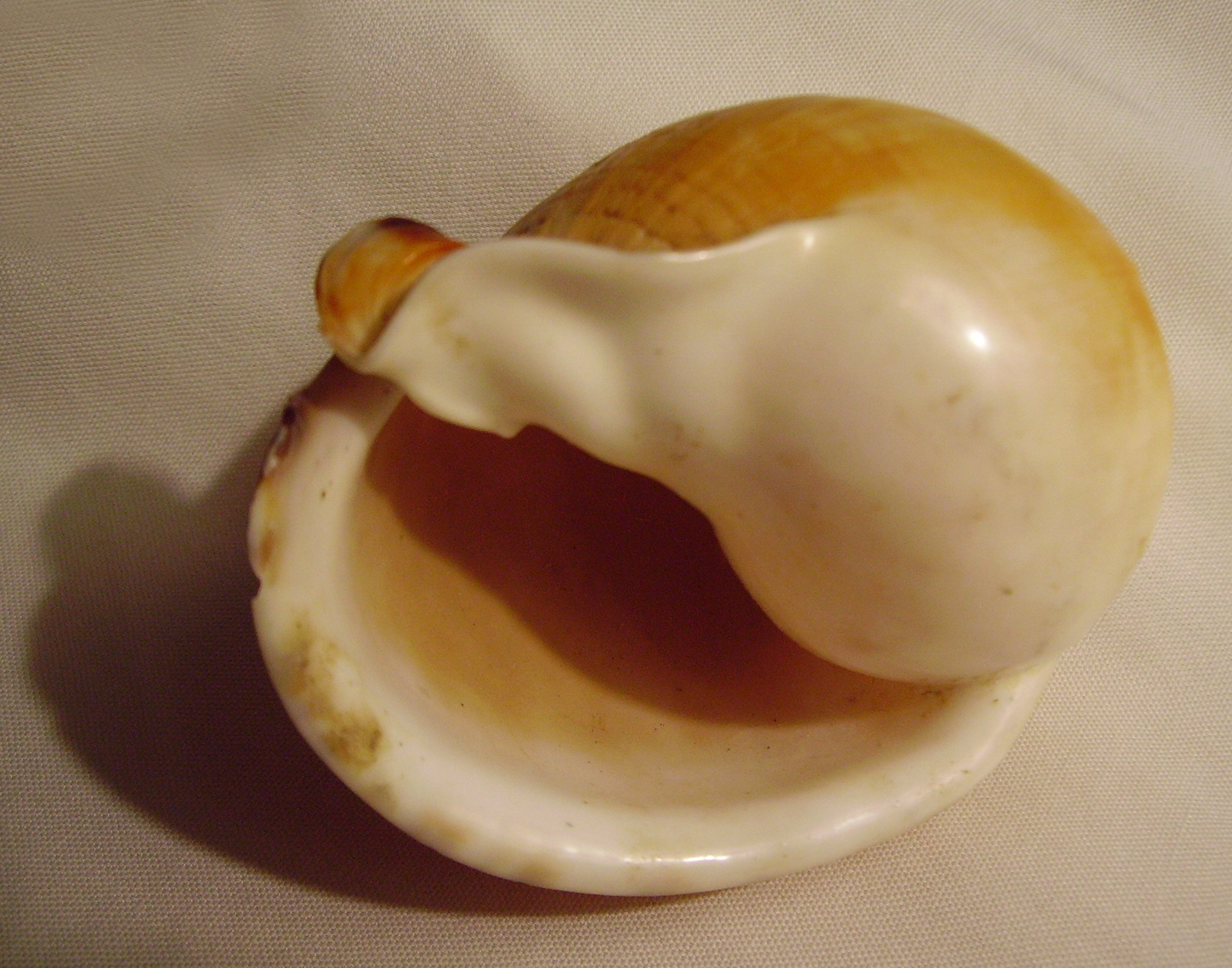